# Propomacrus davidi
Propomacrus davidi — жук из подсемейства Euchirinae в составе пластинчатоусых жуков.

## Описание
Длина тела (без головы) самца до 44 мм, самки - до 36 мм. Длина передних ног самца до 60 мм.
Крупные, продолговатые жуки кирпично-рыжей или темной, красновато-черно-бурой окраски, с зеленоватым металлическим отливом. Голова маленькая, наличник кпереди трапециевидно сужен и на переднем крае несколько закруглен.
Сверху переднеспинка равномерно пунктпрована и посредине имеет слабое, продольное вдавление. Щиток небольшой, закругленно-треугольный. Боковой край переднеспинки в передней половине гладкий, за серединой с угловатым выступом, за которым в направлении назад он почти прямой и сильно зазубренный. Задний край посредине слегка дуговидно выпуклый, перед задними углами с глубокими выемками.
Надкрылья продолговатые, с закругленными боками и сильными плечевыми буграми. Пигидий небольшой, плоский. Грудь в рыжих волосках.
Передние ноги у самца сильно удлинены. Передние бедра самца длинные, спереди посредине несут зубец, передние голени также сильно удлинены, изогнуты, снаружи несут более или менее многочисленные зубцы на внутреннем крае с 2 не особенно большими зубцами. Средние и задние голени снаружи с несколькими зубцами, из которых нижний наиболее сильный, их вершины с 2 нормальными шпорами. Лапки несколько длиннее голеней,. Коготки снизу с сильным зубцом, находящимся посредине и стоящим перпендикулярно к длине коготка.
В большинстве случаев встречаются относительно редко.

## Ареал
Эндемик Китая. Ареал включает Центральный Китай, в частности провинцию Цзянси.

## Размножение
Личинки не описаны. Жуки развиваются в трухлявой древесине и дуплах деревьев и здесь же окукливаются. Продолжительность развития жуков неизвестна.